# قرار مجلس الأمن التابع للأمم المتحدة رقم 124
تم تبنى قرار مجلس الأمن الدولى رقم 124 يوم 7 مارس من عام 1957. وبعد النظر في طلب غانا الانضمام إلى عضوية الأمم المتحدة، أوصى المجلس بالإجماع الجمعية العامة بقبول غانا.
واعتمد القرار 124 بالإجماع من قبل جميع أعضاء المجلس البالغ عددهم 11 عضوًا.